# Fernandocrambus falklandicellus
Fernandocrambus falklandicellus là một loài bướm đêm trong họ Crambidae.